# Scheinia ruteri
Scheinia ruteri är en skalbaggsart som beskrevs av Jan Krikken 1977. Scheinia ruteri ingår i släktet Scheinia och familjen Cetoniidae. Inga underarter finns listade i Catalogue of Life.